# Assassin’s Creed Odyssey
Az Assassin’s Creed Odyssey akció-szerepjáték, amit a Ubisoft Quebec fejlesztett és a Ubisoft adott ki. Ez a tizenegyedik (11.) nagy folytatás és a huszonegyedik (21.) összesen az Assassin’s Creed sorozatból, az utódja a 2017-es Assassin’s Creed Originsnek. Kr. e. 431-ben játszódik, a spártaiak és athéniak között tartó Peloponnészoszi háború mitológiai történelmét dolgozza fel. A játékosok egy férfi vagy nő zsoldost irányítanak (Ógörögül: μίσθιος misthios), aki ha kell, mindkét oldalon harcol, hogy megpróbálja egyesíteni a családját.
2018. október 5-én az Assassin’s Creed Odysseyt világszerte kiadták a Microsoft Windowsra, PlayStation 4-re, Xbox One-ra és (csak Japánban) Nintendo Switch-re. A játék nagyrészt pozitív visszajelzést kapott.

## Játékmenet
Az Assassin’s Creed Odyssey nagyobb hangsúlyt tesz a szerepjáték elemeire, mint az előző játékok, ebből a sorozatból. A játék párbeszéd választási lehetőségeket, elágazó küldetéseket és több befejezés lehetőségét tartalmazza. A játékos választhat a két testvér, Alexiosz és Kasszandra között, hogy melyik legyen a főszereplő (melyiket irányítsa). A játékban egy közismert rendszer van, amiben zsoldosok vadásznak a játékosok után, ha bűncselekményeket követnek el, például ölnek vagy lopnak mások szeme láttára. 
A játékos által irányított karakter egy görög zsoldos, leszármazottja a spártai I. Leónidasz királynak. Megörökli a király törött lándzsáját, amit átkovácsoltak pengévé, hogy olyan fegyverré váljon, ami biztosítja a különleges képességeket a játékos számára egy csatában. Ezt a pengét a játékosnak a küldetések során meg kell keresnie. 
A játék egy úgynevezett "képességfa" (skill tree) rendszert használ, ami engedélyezi a játékosnak, hogy újabb képességeket sajátítson el. A három képességfa a "vadász" (hunter), ami az íjak és nyilak távolsági támadásaira fókuszál, a "harcos" (warrior), ami a fegyver alapú támadásra fókuszál (pl.: kardok, lándzsák, balták, stb...) és az "asszaszin" (assassin), ami pedig a lopakodásra és a halk támadásokra fókuszál. Ez helyettesíti a rendszert, amit az Origins-ben használtak, ami passzív képességek sorozatát biztosította a játékosnak.
A "hitbox" támadási rendszer, amit az Origins-ben már bemutattak, visszatért, hogy a játékosnak biztosítsa a hozzáférést a különböző speciális képességekhez, amikor a "képesség sáv" feltöltődik. Ezek a képességek például a "nyílvessző zápor hívása" (calling a rain of arrows) vagy az "erőteljes rúgás" (powerful kick), amivel az ellenséget ki lehet téríteni az egyensúlyából, nagyon hasonlóak az Origins-ben használt "Overpower" rendszerhez, ami engedélyezi a játékosnak, hogy erőteljes bevégző mozdulatokat végezzen.